# Висневский, Юзеф
Юзеф Висневский (пол. Józef Wiśniewski; 1 ноября 1940, Славкув, Бендзинский повят — 9 января 1996, Торунь, Торуньское воеводство) — польский хоккеист, вратарь. Участник зимних Олимпийских игр 1964 года.

## Биография
Юзеф Висневский родился 1 ноября 1940 года в немецком городе Шлокау (сейчас Славкув в Польше).
Получил начальное образование, трудился рабочим на складе.
Играл в хоккей с шайбой на позиции вратаря. В 1960—1972 годах выступал за «Поморзанин» из Торуня, который в этот период играла в первой лиге, за исключением сезона-1963/64, проведённого во второй.
В составе сборной Польши трижды участвовал в чемпионатах мира: в 1962 и 1965 годах — в дивизионе «B»,  в 1966 году — в дивизионе «А», где сыграл в 4 матчах.
В 1964 году вошёл в состав сборной Польши по хоккею с шайбой на зимних Олимпийских играх в Инсбруке, выбывшей в квалификации, проиграв Объедиённой германской команде (1:2). В этом матче не участвовал, но играл в турнире за 9-16-е места, под маркой которого также состоялся чемпионат мира в дивизионе «B», провёл 3 поединка.
В 1967 году участвовал в первом Московском международном турнире на призы Федерации хоккея СССР (позже — турнир на приз газеты «Известия»).
В 1963—1966 годах сыграл за сборную Польши 56 матчей.
По окончании игровой карьеры стал тренером. Работал в «Поморзанине».
Умер 9 января 1996 года в Торуне в результате сердечного приступа, возвращаясь с матча «Поморзанина». Похоронен в Торуне.

## Семья
Отец — Владислав Висневский, мать — Вероника Висневская (до замужества — Веливицкая).
Младший брат — Тадеуш Висневский (1944—1999), польский хоккеист и тренер.